# Йосип Рачич
Йосип Рачич (на хърватски: Josip Račić) (22 март 1885 – 19 юни 1908) е хърватски художник и график, един от най-значимите представители на съвременната хърватска живопис.

## Биография
Йосип Рачич е роден през 1885 г. в Загреб. От 1892 до 1896 г. в родния си град, където учител по рисуване му е художникът Отон Ивекович. От 1896 до 1900 г. продължава образованието си в Кралското висше училище на Загреб, в сградата на което в наши дни се помещава Музей Мимара.
Между 1900 и 1903 г. Рачич изучава литография в ателието на майстор Владимир Рожанковски. През 1904 г. заминава за Мюнхен, за да продължи обучението си в школата на словенеца Антон Ажбе, който оценява таланта му и му предлага да работи за него. На следващата 1905 г. Рачич работи за известно време в Берлин в литографското ателие на германската компания Дойчес Ферлаг Бонг унд Комп (Deutsches Verlag R. Bong und Comp) и през същата година постъпва в Мюнхенската Академия по изящни изкуства, която има славата на една от най-добрите за времето си. В Академията Рачич следва три години – до 1908 г.
В Мюнхен Йосип Рачич се сприятелява с други трима млади хърватски художници - Мирослав Кралевич, Оскар Герман и Владимир Бекич. Четиримата формират т.нар. Мюнхенска четворка или Мюнхенски кръг и поставят началото на хърватския модернизъм като направление в изкуството.
През 1908 г. Рачич се премества в Париж, където рисува портрети и пейзажи като взима теми от парижкия живот - парижките паркове, Сена, кафенетата. Прави репродукции и на картини от Лувъра.
Загива на 19 юни 1908 г. на 23-годишна възраст след като се прострелва смъртоносно в една стая в парижки хотел. Причините за самоубийството му и до днес остават неизяснени.
Творбите на Йосип Рачич са изложени в постоянната колекция на Галерията за съвременно изкуство в Загреб.